# П-2 «Небойша»
| П-2 «Небойша»              | П-2 «Небойша»                          | П-2 «Небойша»                          |
| -------------------------- | -------------------------------------- | -------------------------------------- |
| П-2 Небојша/ P-2 Nebojša   |                                        |                                        |
|                            |                                        |                                        |
|                            |                                        |                                        |
| Під прапором               | Югославія                              | Югославія                              |
| Спуск на воду              | 1927 рік                               | 1927 рік                               |
| Виведений зі складу флоту  | 1958 рік                               | 1958 рік                               |
| Сучасний статус            | Розібраний на метал                    | Розібраний на метал                    |
| Проєкт                     |                                        |                                        |
| Основні характеристики     |                                        |                                        |
| Швидкість (надводна)       | 15,7 вузлів (дизель)                   | 15,7 вузлів (дизель)                   |
| Швидкість (підводна)       | 10 вузлів (електродвигун)              | 10 вузлів (електродвигун)              |
| Робоча глибина занурення   | 80 м                                   | 80 м                                   |
| Автономність плавання      | 5000 миль (на 9 вузлах)                | 5000 миль (на 9 вузлах)                |
| Екіпаж                     | 45 чоловік                             | 45 чоловік                             |
| Розміри                    |                                        |                                        |
| Довжина найбільша (по КВЛ) | 72,05 м                                | 72,05 м                                |
| Ширина корпусу найб.       | 7,32 м                                 | 7,32 м                                 |
| Середня осадка (по КВЛ)    | 3,96 м                                 | 3,96 м                                 |
| Водотоннажність надводна   | 975 т                                  | 975 т                                  |
| Озброєння                  |                                        |                                        |
| Артилерія                  | 2 x 102-мм гармати 1 x 13,2-мм кулемет | 2 x 102-мм гармати 1 x 13,2-мм кулемет |
| Торпедно- мінне озброєння  | 6 x 533-мм ТА (12 торпед)              | 6 x 533-мм ТА (12 торпед)              |

П-2 «Небойша» (серб. П-2 Небојша, хорв. P-2 Nebojša, «Безстрашний») — підводний човен ВМС Югославії типу «Храбрі».

## Історія
Підводний човен «L 68» типу типу «L» був закладений у 1917 році на верфі Sir W G Armstrong, Whitworth & Co Ltd. У 1919 році будівництво було законсервоване.
У 1926 році проданий Королівству Сербів, Хорватів і Словенців і у 1928 році добудований на верфі Vickers-Armstrongs.
8 квітня 1941 року, після нападу Німеччини на Югославію, підводний човен «Небойша» перебазувався в Тіват, 22 квітня — на Крит, 27 квітня — в Александрію, де діяв у складі флоту Великої Британії. Але, через не дуже хороший стан човен використовувався в основному для підготовки підводників.
У 1945 році човен був повернутий Югославії і у 1946 році знову вступив у стрій. 18 травня 1949 року був перейменований на П-801 «Тара» (серб. П-801 Тара, хорв. P-801 Tara).
З 1952 року човен використовувався як навчальний. У 1958 році виключений зі списків флоту і розібраний на метал.